# Corrupção ativa
Corrupção ativa consiste no ato de oferecer, (esse oferecimento pode ser praticado das mais variadas formas) vantagem, qualquer tipo de benefício ou satisfação de vontade, que venha a afetar a moralidade da Administração Pública. Só se caracteriza quando a vantagem é oferecida ao funcionário público. Caso haja solicitação (corrupção passiva) ou imposição (concussão) do funcionário para a vantagem oferecida, a conduta de ceder a esse pedido ou pressão mediante pagamento não configura corrupção ativa, uma vez que o código penal só traz o verbo "oferecer". 
Não há modalidade culposa para a corrupção ativa, exigindo o dolo do particular de corromper o agente público.
Forma qualificada - em razão da oferta, o funcionário realmente retarda ou omite ato de ofício, ou realiza ato infringindo o seu dever. Observe que se há ação efetiva, mas de ato de ofício, o tipo atribuído será no caput e não na forma qualificada.
A corrupção ativa, do extraneus, que oferece ou promete a vantagem indevida que está prevista no artigo 333 do Código Penal Brasileiro. A corrupção ativa foi alvo de estudos e críticas inclusive por parte da teologia islâmica na Idade Média.